# Objeto de fase pura
Um objeto de fase pura é um objeto feito de um material tal que ao ser permeado por um raio incidente de onda de radiação eletromagnética ou feixe de elétrons altera a velocidade da radiação ou do feixe, mantém sua fase, mas não altera a amplitude do raio ou feixe emergente.
Esta característica é importante em microscopia, tanto óptica quanto eletrônica, como na microscopia eletrônica de transmissão.